# Kolinsonija
Kolinsonija (lat. Collinsonia), biljni rod iz porodica usnatica smješten u tribus Elsholtzieae dio potporodice Nepetoideae. Sastoji se od 5 vrsta trajnica iz Sjeverne Amerike, dok su azijske vrste ponekad uključene u rod Keiskea Miq.. Tipična je Collinsonia canadensis L., čiji korijen s mirisom na limun učinkovit biljni lijek za razne bolesti, uključujući hemoroide, probavne probleme i probleme s gornjim dišnim putevima.
Kew azijske vrste uključuje u Collinsonia s. l. 

## Vrste
1. Collinsonia anisata Sims
2. Collinsonia canadensis L.
3. Collinsonia punctata Elliott
4. Collinsonia tuberosa Michx.
5. Collinsonia verticillata Baldwin ex Elliott